# Nis Bank-Mikkelsen
Nis Bank-Mikkelsen (født 10. april 1945) er en dansk skuespiller, der blev uddannet fra Aarhus Teater i 1969 med efterfølgende ansættelse på teatret frem til 1978. Sidenhen studierejser i en række europæiske byer. Bank-Mikkelsen har herefter været engageret til Café Teatret, Folketeatret, Gladsaxe Teater og fra 1980 har han også fået roller på Det kongelige Teater. Han har medvirket i flere tv-serier, herunder Matador som Oscar Andersen, TAXA, Karrusel, Forsvar og Krøniken og har kunnet opleves i julekalendrene Alletiders jul og Alletiders Julemand. Nis har tillige lagt stemme til en lang række tegnefilm, herunder som Tobe i Pucca og har haft succes med flere plade-udgivelser, primært med svenske viser. Han er desuden en yndet oplæser i Danmarks Radio, hvor han gennem de senere år også kendes for sin medvirken i satireprogrammet Rytteriet.
Nis Bank-Mikkelsen er endvidere tilknyttet lydbogsforlaget Momo - Skuespillernes Lydbogsværksted, hvor han har indlæst flere lydbøger. Han har 3 sønner og er gift med arkitekt Ulla Lunn.
Han har desuden lagt stemme til Eugene Krabbe i tegneserien SvampeBob Firkant.

## Filmografi

### Film
- Aladdin - eller Den forunderlige Lampe 1975
- Johannes' hemmelighed – 1985
- Valhalla - 1986 (stemme til Odin og Udgårdsloke)
- Prinsen og Tiggerdrengen - 1990 (stemme til Krikke Klavs & Fortælleren)
- Pelle Erobreren – 1987
- Oliver & Co - 1988 (stemme til Sykes)
- Miraklet i Valby – 1989
- Den lille Havfrue – 1989 (stemme til Bundslam & Skidtslam)
- Luftens Helte – 1990 (stemme til Shere Khan)
- Skønheden og Udyret - 1991 (stemme til Fortælleren)
- Tom & Jerry Som Redningsmænd – 1992 (stemme til Platmand)
- Aladdin (Disneyfilm) - 1992 (stemme til Jafar)
- Felidae - 1994 (stemme til Pascal/Claudandus)
- Space Jam - 1996 (stemme til Horno Livorno, Monstar Bang og Monstar Pound)
- Antz - 1998 (stemme til Chip)
- Anastasia – 1997 (stemme til Rasputin)
- Drengen og Jernkæmpen - 1999 (stemme til Jernkæmpen)
- Toy Story 2 - 1999 (stemme til Kejser Zurg)
- Hjælp! Jeg er en fisk - 2000 (stemme til Joe)
- Olsen-banden Junior – 2001
- Bionicle: Lysets Maske - 2003 (Turaga Vakama - både som voiceover og som reel figur i visse scener)
- Looney Tunes: Back in Action - 2003 (stemme til Horno Livorno)
- Bionicle 2: Legenderne om Metru Nui - 2004 (Turaga Vakama - både som voiceover og som reel figur i en enkel scene)
- Bionicle 3: Et net af skygger - 2005 (Voiceover til Turaga Vakama)
- Tempelriddernes skat - 2006
- The Simpsons Movie - 2007 (stemme til Grandpa Simpson)
- Harry Potter – (Voiceover som Dumbledore)
- LEGO Filmen - 2014 (stemme til Vitruvius)
- Batman - Dødsenglen - (div. roller, heriblandt inspektør James "Jim" Gordon)
- Batman & Mr. Freeze - SubZero - 1998, men udgivet på dansk 1997 (div. roller, heriblandt inspektør James "Jim" Gordon)

### Dub til animerede serier
- Disney Sjov: Bl.a. Æsel i Peter Plys, Shere Kahn i Luftens Helte, Mr. Katz i Nøddepartruljen og Burger i Bubbi-Bjørnene.
- Batman: The Animated Series - 1992, men vist på dansk første gange 1994 (div. roller, heriblandt inspektør James "Jim" Gordon, Harvey Dent/Two-Face og Thomas Wayne)
- The New Batman Adventures - 1997 (div. roller, heriblandt inspektør James "Jim" Gordon, Harvey Dent/Two-Face og Killer Croc)
- Superman: The Animated Series - 1996 men vist på dansk første gang 2001 (div. roller, heriblandt Lex Luthor, inspektør James "Jim" Gordon og Jonathan Kent)
- Fremtidens Batman  - 1999 (div. roller)
- Justice League, på dansk Lovens Vogtere - 2001, men vist på dansk første gang 2002 (div. roller, heriblandt Lex Luthor, Darkseid og Alfred Pennyworth)
- Justice League Unlimited, på dansk Lovens Vogtere Unlimited - 2004, men vist første gang på dansk 2005 (div. roller, heriblandt Lex Luthor)
- Noddy - 2002 - (Betjent Bum)
- Pororo den lille Pingvin (2003)

### Tv
- Matador 1978-81
- Riget I – 1994
- Alletiders jul - 1994
- Riget II – 1997
- Alletiders Julemand - 1997
- Karrusel - 1998
- TAXA - 1997-99
- Forsvar - 2003-04
- Krøniken - 2004-07
- Forbrydelsen 2007-09
- Livvagterne - 2009
- Rytteriet - 2011-13

### Tegneserie
- Lucky Luke, 1982 - 84 (Stemme til Averell Dalton, og andre karakterer)
- Svampebob Firkant 1999 - nu (Stemme til Hr. Eugene Krabbe)